# Kessoku Band (álbum)
Kessoku Band (結束バンド) es el álbum de estudio debut de la banda homónima del anime Bocchi the Rock!. Fue lanzado el 25 de diciembre de 2022 por Aniplex, contando con las voces de Ikumi Hasegawa, Yoshino Aoyama, Sayumi Suzushiro y Saku Mizuno. El álbum contiene las canciones del anime, incluyendo un cover de "Korogaru Iwa, Kimi ni Asa ga Furu" de Asian Kung-Fu Generation y nuevas canciones grabadas.
El álbum debutó siendo número 1 en el «Billboard Japan Hot Albums» y vendió más de 250 mil copias, obteniendo certificación de platino.

## Antecedentes
En noviembre de 2022, mientras el anime Bocchi the Rock! continuaba emitiéndose, se anunció que se lanzaría un álbum homónimo con 14 canciones, incluyendo las del anime.
Además de las actrices de voz que participaron en el anime, el productor Gen Okamura eligió al baterista Osamu Hidai, el bajista Yūichi Takama y los guitarristas Akkin y Ritsuo Mitsui para la grabación del álbum, las canciones contaron con la participación en su composición de parte varios artistas japoneses, como Ai Higuchi, Otoha, Kayoko Kusano, Zaq, Ikkyū Nakajima de la banda Tricot, Maguro Taniguchi de Kana-Boon y Yūho Kitazawa de The Peggies.

## Lista de canciones
| N.º   | Título                              | Duración |  |
| 1.    | «Seishun Complex»                   | 3:23     |  |
| 2.    | «Hitoribocchi Tokyo»                | 3:52     |  |
| 3.    | «Distortion!!»                      | 3:23     |  |
| 4.    | «Himitsu Kichi»                     | 3:52     |  |
| 5.    | «Guitar to Kodoku to Aoihoshi»      | 3:48     |  |
| 6.    | «Rabu Songu ga Utaenai»             | 3:08     |  |
| 7.    | «Ano Bando»                         | 3:33     |  |
| 8.    | «Karakara»                          | 4:25     |  |
| 9.    | «Chiisana Umi»                      | 3:43     |  |
| 10.   | «Nani ga Warui»                     | 3:47     |  |
| 11.   | «Wasurete Yaranai»                  | 3:43     |  |
| 12.   | «Seiza ni Naretara»                 | 4:18     |  |
| 13.   | «Furasshubakkā»                     | 4:35     |  |
| 14.   | «Korogaru Iwa, Kimi ni Asa ga Furu» | 4:31     |  |
| 54:01 |                                     |          |  |

## Créditos
- Akkin: Guitarra rítmica.
- Osamu Hidai: Batería.
- Ritsuo Mitsui: Guitarra líder.
- Yūichi Takama: Bajo eléctrico.
- Ikumi Hasegawa: Voz (canciones 1-7; 9; 11-13)
- Yoshino Aoyama: Voz (canción 14)
- Sayumi Suzushiro: Voz (canción 10)
- Saku Mizuno: Voz (canción 8)